# Rendezvous mit Mireille
Albums de Mireille Mathieu
Wünsch Dir was - Eine musikalische Weltreise mit Mireille Mathieu
(1975) Herzlichst Mireille
(1976)
Singles
1. On ne vit pas sans se dire adieu
Sortie : 1975
2. Addio
Sortie : 1975
3. Der Zar und das Mädchen
Sortie : 1975
4. Aloa-he
Sortie : 1976

Rendezvous mit Mireille est un album de la chanteuse française Mireille Mathieu sorti en Allemagne en 1975 sous le label Ariola. Cet album contient 9 chansons allemandes et 4 chansons françaises dont On ne vit pas sans se dire adieu, un des grands succès de la chanteuse.

## Chansons de l'album
| No  | Titre                              | Auteur                                 | Durée |
| --- | ---------------------------------- | -------------------------------------- | ----- |
| 1.  | Der Zar und das Mädchen            | Georg Buschor, Christian Bruhn         |       |
| 2.  | Glücklich sein kann man nie allein | Robert Jung, Christian Bruhn           |       |
| 3.  | On ne vit pas sans se dire adieu   | H. Djian - Zacar                       |       |
| 4.  | Ich hab’ ein Herz verloren         | Georg Buschor, Christian Bruhn         |       |
| 5.  | C'est mieux comme ça               | Michel Jourdan, Nino Rota              |       |
| 6.  | Mamuschka                          | Michael Kunze, Christian Bruhn         |       |
| 7.  | Aloa-he                            | Georg Buschor, Traditionnel            |       |
| 8.  | Feuer, Wasser, Luft und Erde       | Michael Kunze, Christian Bruhn         |       |
| 9.  | Addio                              | Vline Buggy, R. Rossi                  |       |
| 10. | Die Glocken von Notre Dame         | Michael Kunze, Christian Bruhn         |       |
| 11. | Pour une Marseillaise              | Faula, Barasco                         |       |
| 12. | Abschiedslied                      | S. L. Goldfield, Giancarlo Chiaramello |       |